# 卢霍韦 (沃伦州)
50°39′40″N 24°23′7″E / 50.66111°N 24.38528°E
盧霍韋（烏克蘭語：Лугове），是烏克蘭的村落，位於該國西部沃倫州，由沃洛德米爾區伊万尼奇市镇負責管轄，始建於1964年，面積5.7平方公里，海拔高度193米，2001年人口240，人口密度每平方公里42.11人。